# Panaspis
Panaspis – rodzaj jaszczurek z podrodziny Eugongylinae w rodzinie scynkowatych (Scincidae).

## Zasięg występowania
Rodzaj obejmuje gatunki występujące w Afryce Subsaharyjskiej. 

## Systematyka

### Etymologia
- Panaspis (rodz. męski): gr. πας pas, παςα pasa, παν pan „wszystko”[5]; ασπις aspis, ασπιδος aspidos „tarcza”[6].
- Afroablepharus (rodz. męski): łac. Afer, Afra „Afrykanin, afrykański”, od Africa „Afryka”[7]; rodzaj Ablepharus Fitzinger, 1823. Gatunek typowy: Cryptoblepharus wahlbergi Smith, 1849.

### Podział systematyczny
Do rodzaju należą następujące gatunki:

- Panaspis africana (Gray, 1845)
- Panaspis annettesabinae Colston, Pyron & Bauer, 2020
- Panaspis annobonensis Fuhn, 1972
- Panaspis breviceps (Peters, 1873)
- Panaspis burgeoni (de Witte, 1933)
- Panaspis cabindae (Bocage, 1866)
- Panaspis duruarum (Monard, 1949)
- Panaspis ericae Marques, Parrinha, Lopes-Lima, Tiutenko, Bauer & Ceríaco, 2024
- Panaspis helleri (Loveridge, 1932)
- Panaspis maculicollis Jacobson & Broadley, 2000
- Panaspis massaiensis (Angel, 1924)
- Panaspis megalurus (Nieden, 1913)
- Panaspis mocamedensis Ceríaco, Heinicke, Parker, Marques & Bauer, 2020
- Panaspis mundavambo Marques, Parrinha, Lopes-Lima, Tiutenko, Bauer & Ceríaco, 2024
- Panaspis namibiana Ceríaco, Branch & Bauer, 2018
- Panaspis seydeli (de Witte, 1933)
- Panaspis tancredii (Boulenger, 1909)
- Panaspis thomensis Ceríaco, Soares, Marques, Bastos-Silveira, Scheinberg, Harris, Brehm & Jesus, 2018
- Panaspis togoensis (Werner, 1902)
- Panaspis tristaoi (Monard, 1940)
- Panaspis tsavoensis Kilunda, Conradie, Wasonga, Jin, Peng, Murphy, Malonza & Che, 2019
- Panaspis wahlbergii (Smith, 1849)
- Panaspis wilsoni (Werner, 1914)